# T18自走炮
T18式75毫米榴彈炮載具（英語：T18 howitzer motor carriage）是一款採用M3輕型坦克底盤的美國自走炮。這款火炮的研發始於1941年9月，最初的設計定位是一款在改裝過的M3輕型坦克底盤上安裝75毫米榴彈炮的近程支援車輛。這款車輛的火炮以固定方式安裝在坦克的右前方。曾有兩輛原型車出廠並被送往阿伯丁實驗場進行實驗。但其表現卻不讓人滿意——戰鬥室偏高，而且前部偏重。1942年，美軍放棄了這一項目，並將精力投向擁有同樣的火力卻安裝有旋轉砲塔的M8自走炮。隨後，實驗車留在了阿伯丁實驗場展出，但卻在1947年被毀。